# AS Venus Bukurešť
Asociația Sportivă Venus 1914 București, zkráceně česky Venus Bukurešť, je rumunský fotbalový klub sídlící v Bukurešti. 8× vyhrál rumunskou ligu.

## Historie
Klub byl založen roku 1914. Od roku 1931 hrál na stadionu Venus, který měl kapacitu 15 000 diváků a už od roku 1935 se na něm hrálo s umělým osvětlením. Ten byl později roku 1953 zbourán.
Tým vyhrál ligu v letech 1920, 1921, 1929, 1932, 1934, 1937, 1939 a 1940. V letech 1937, 1939 a 1940 hrál Středoevropský pohár, ale vždy vypadl hned s prvním soupeřem.
Roku 1948 se klub sloučil s Uzinele Comunale Bucureşti a roku 1949 byl zrušen.
Roku 2014 byl klub obnoven a hraje v nižších ligách.

## Úspěchy
Liga I:
- Vítěz (8): 1919–20, 1920–21, 1928–29, 1931–32, 1933–34, 1936–37, 1938–39, 1939–40

Cupa României:
- Finalista (1): 1939–40